# Catedral de Nuestra Señora del Carmen (Puntarenas)

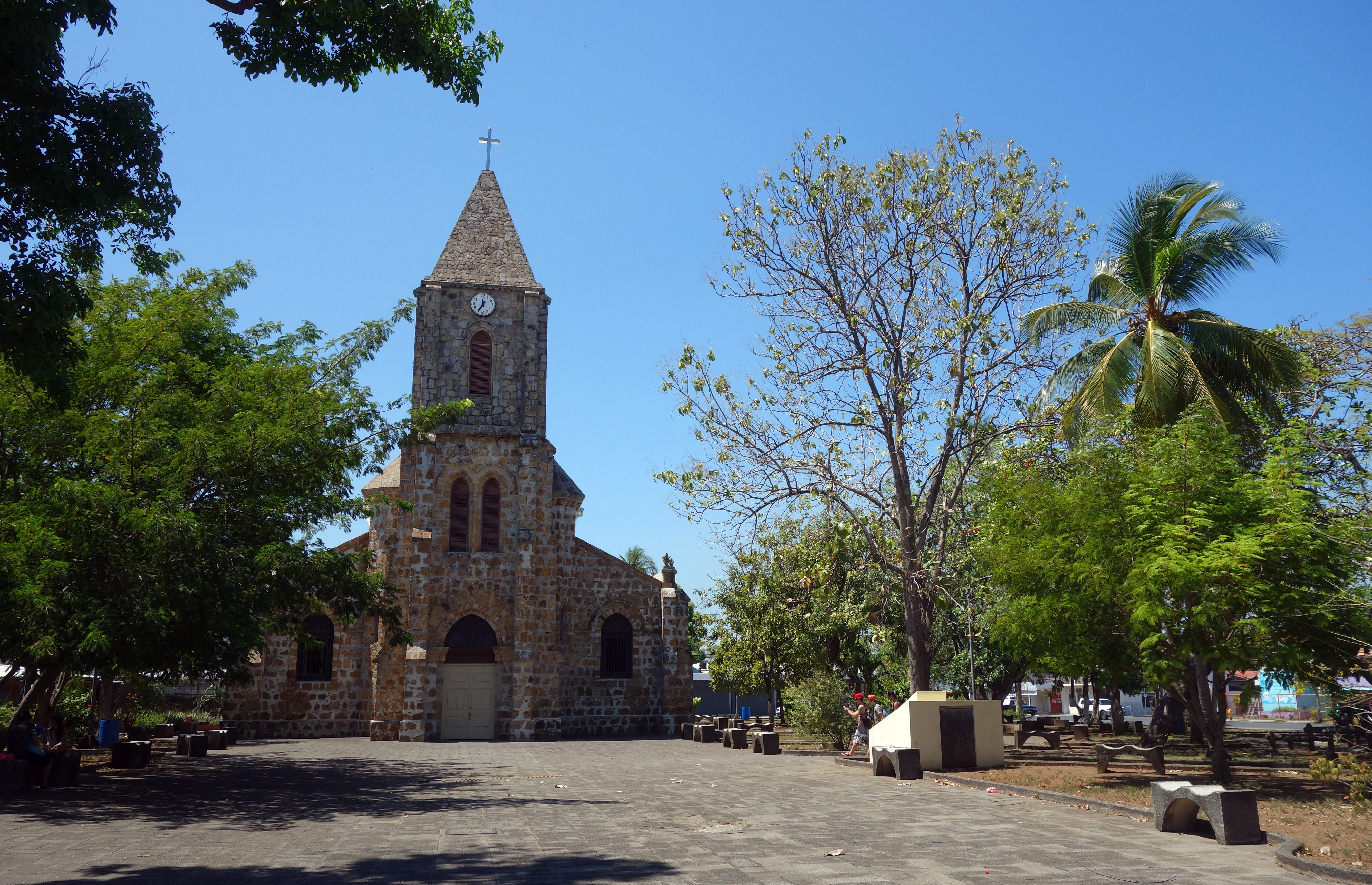
Vista de la catedral desde el parque

La Catedral Nuestra Señora del Carmen  o bien la Catedral de Puntarenas es un templo de la Iglesia católica localizada en la ciudad de Puntarenas cantón de Puntarenas, en el país centroamericano de Costa Rica.
Construida en el año 1902, tiene la particularidad de estar edificada con la fachada hacia el oriente. Fue levantada con piedra y argamasa y tiene piso de ladrillos. Se trata de la sede de la Diócesis de Puntarenas (Dioecesis Puntarenensis). Como su nombre lo indica su patrona es la Virgen María en su advocación de Nuestra Señora del Carmen.
Tiene sus orígenes en la parroquia de Puntarenas fundada en 1850. Fue elevada a catedral el 27 de abril de 1998 tras la bula "Sacrorum Antistites".